# UseModWiki
UseModWiki es un motor de wiki desarrollado desde 1999 hasta el 2000 por Clifford Adams bajo el lenguaje de programación del Perl. Se licencia bajo la "licencia pública general de GNU". Las páginas en UseModWiki se almacenan en ficheros comunes, no en bases de datos como se hace actualmente.  Las Wikipedias en inglés y en muchos otros idiomas funcionaban con UseModWiki hasta que se cambió a MediaWiki.

## Historia
Clifford Adams comenzó a desarrollar UseModWiki en 1999 para su proyecto de 1991-1999 llamado UseMod (Usenet Moderation Project) a partir del código de AtisWiki creado por Markus Denker. AtisWiki se basó en CvWiki, creado por Peter Merel. CvWiki se basó en el motor wiki de "WikiWikiWeb" de Ward Cunningham.
En la década de 1990, Clifford Adams inició el proyecto Use net Moderation que permitiría a los usuarios compartir información de calificación, edición y, eventualmente, resumen/cambio sobre las publicaciones de Usenet.  Fue reemplazado por el concepto de wikis en 1999, y el desarrollo de UseModWiki comenzó el 11 de octubre como una bifurcación simplificada de AtisWiki. A partir de la versión 0.4 ("WikiFour") en noviembre de 1999, se introdujeron más funciones y mejoras en UseModWiki. En 2000, se lanzó el segundo sitio web de UseModWiki, MeatballWiki, y se alojó en usemod.com, junto con el sitio web oficial de UseModWiki.
En 2001, como Adams era desarrollador de UseModWiki y wikipedista , trajo muchas mejoras para los usos de una enciclopedia a v0.91 y v0.92, especialmente " enlaces libres " que utilizan corchetes dobles (por ejemplo, [[Wikipedia]]) como una opción junto con camel case para vincular a otra página.  En septiembre de 2003, después de dos años de desarrollo a partir de la versión anterior, el lanzamiento de la versión 1.0 introdujo muchas características nuevas, incluyendo CSS , RSS , cargas de archivos, UTF-8 y más.
El desarrollo se detuvo y en diciembre de 2004 se descubrió una vulnerabilidad de secuencias de comandos entre sitios (CVE-2004-1397).  Se corrigió en julio de 2007 cuando Markus Lude se hizo cargo del proyecto UseModWiki de Clifford Adams, con el lanzamiento de la versión 1.0.1. Desde entonces, solo se lanzaron versiones que corrigen errores.  El dominio oficial se trasladó a usemod.org a fines de septiembre de 2023, y se lanzó una actualización menor para ese cambio más tarde en noviembre.

## Sitios web que utilizan UseModWiki
Utilizar las versiones de prueba de UseModWiki fue el propio wiki de Clifford Adams (utilizado en usemod.com), que había estado funcionando en AtisWiki desde el 11 de octubre de 1999. El segundo wiki en utilizar UseModWiki, el llamado MeatballWiki (creado por Adams y Sunir Shah) y dedicado a las comunidades en línea, también fue instalado en el mismo sitio Web de usemod.com el 24 de abril de 2000.
Desde el 15 de enero de 2001 hasta principios del año 2002, UseModWiki fue utilizado para correr todas las versiones de Wikipedia. Todas las versiones en otros idiomas se han movido desde entonces sobre el sistema de MediaWiki .
UseModWiki es probablemente el software más popular de wiki (en términos de número de wikis más que en el número total ediciones) a pesar del hecho de que tiene pocas características. Esto es debido al poco poder de procesamiento requerido (con respecto a otras implementaciones de wiki tales como TWiki o MediaWiki) y a su facilidad de la instalación.

## Versiones de UseModWiki
| Fecha                    | Versión |
| ------------------------ | ------- |
| 22 de enero de 2000      | 0.7     |
| 18 de junio de 2000      | 0.8     |
| 15 de julio de 2000      | 0.82    |
| 26 de agosto de 2000     | 0.86    |
| 12 de octubre de 2000    | 0.88    |
| 24 de diciembre de 2000  | 0.90    |
| 16 de febrero de 2001    | 0.91    |
| 21 de abril de 2001      | 0.92    |
| 12 de septiembre de 2003 | 1.0     |
| 9 de julio de 2007       | 1.0.1   |
| 26 de agosto de 2007     | 1.0.2   |
| 12 de septiembre de 2007 | 1.0.3   |
| 1 de diciembre de 2007   | 1.0.4   |
| 28 de junio de 2009      | 1.0.5   |

## Motores wiki derivados de UseModWiki
Entre los motores wiki que derivaron de UseModWiki se encuentran:
- MediaWiki
- Oddmuse, derivado de UseModWiki 0.92